# Нир, Амирам
Амира́м Нир (ивр. עמירם ניר‎; 8 декабря 1950 — 30 ноября 1988) — израильский журналист, военный корреспондент, советник по вопросам борьбы с терроризмом премьер-министров Израиля Шимона Переса и Ицхака Шамира. Был одним из участников аферы «Иран — контрас», связанной с тайной поставкой американцами оружия в Иран с целью освобождения американских заложников, захваченных в плен рядом исламских группировок, и финансирования никарагуанских контрас на вырученные средства. Согласно официальной версии, Нир погиб в 1988 году в Мексике в результате крушения самолёта, обстоятельства которого до сих пор не установлены. Существуют версии о том, что Нир мог быть устранён спецслужбами во избежание предания огласке некоторых сведений об этой афере.

## Начало карьеры
Амирам Нир родился в 1950 году. Проходил службу в ЦАХАЛ, где командовал батальоном бронетанковых войск и дослужился до звания подполковника. В 1977 году стал официальным спикером партии «Авода» и руководителем предвыборной кампании будущего премьер-министра Шимона Переса. В дальнейшем работал на израильском телевидении, а также учился в докторантуре Тель-Авивского университета, изучая геополитику. В 1982 году был военным корреспондентом Первого канала Израильского телевидения. В том же году Нир женился на телеведущей Джуди Шалом Нир-Мозес, в браке родились сыновья Нимрод (Ним) и Надав.
В ноябре 1984 года Нир был назначен советником премьер-министра Переса по вопросам борьбы с терроризмом. Он сохранил эту должность и при его преемнике Ицхаке Шамире, хотя назначению Нира противился «Моссад», настаивавший на том, что Нир не обладает достаточной квалификацией для подобной должности. С ноября 1984 по декабрь 1985 года Нир, пребывая на своей должности, активно пытался наладить сотрудничество с разведывательными службами Израиля. В частности, в 1985 году он сыграл важную роль в аресте палестинцев, захвативших итальянский круизный лайнер «Акилле Лауро», следовавший из Александрии в Ашдод. В ходе операции по освобождению заложников он действовал совместно с членом Совета национальной безопасности США полковником Оливером Нортом.

## Иран — контрас
Нир сыграл одну из важных ролей в развитии скандала «Иран — контрас» и предании огласке сведений о его сути. Тогда США организовали тайную поставку оружия Ирану в обмен на помощь в освобождении ряда американских граждан, захваченных на Ближнем Востоке в заложники членами разных исламских группировок, а на вырученные средства стали закупать оружие для никарагуанских повстанцев-контрас. Нир по распоряжению тогдашнего премьер-министра Шимона Переса был назначен посредником между Израилем и США в вопросе освобождения американских заложников, среди которых был и начальник ливанской резидентуры ЦРУ Уильям Бакли, похищенный шиитами. Выбор Переса пал на Нира в связи с тем, что тот не работал на израильские разведывательные службы.
Вскоре Нир вышел на связь с Оливером Нортом, одним из участников скандала «Иран — контрас», который вместе с Робертом Макфарлейном тайно ездил в Иран по фальшивым ирландским паспортам и договаривался о продаже Ирану оружия, тратя заработанные деньги на закупку оружия уже для проамериканских контрас, действовавших в Никарагуа. Нир и Норт в 1985—1986 годах контролировали многие антитеррористические операции, проведение которых было разрешено в соответствии с неким секретным соглашением между Израилем и США. Нир отчитывался и перед вице-президентом США Джорджем Бушем-старшим о переговорах по поставкам оружия в Иран. В ноябре 1985 года Нир выдвинул идею использовать полученные от продажи оружия в Иран деньги для финансирования других тайных операций американских спецслужб.
Нир обладал множеством влиятельных контактов и отлично знал внутреннюю «политическую кухню». Среди его знакомых был иранский бизнесмен Манухер Горбанифар, который вместе с Ниром летом 1986 года при поддержке Ирана сумел освободить преподобного Лоуренса Дженко, похищенного ливанцами: Нир уже через несколько дней после освобождения Дженко заявил Бушу-старшему о необходимости отправки оружия в Иран в качестве ответного шага. При участии Горбанифара был освобождён ещё один заложник, преподобный Бенджамин Уэйр, а Израиль по тайным каналам продал аятолле Хомейни оружие на сумму 500 млн долларов. В то же время ЦРУ считали Горбанифара выдумщиком и лжецом: с 1974 по 1983 годы он был источником разведки ЦРУ, пока американцы не прервали с ним контакты, выяснив, что распространявшийся им в 1981 году слух о подготовке Ливией киллеров для покушения на Рональда Рейгана был ложью. Директор ЦРУ Билл Кейси и вовсе считал Горбанифара агентом израильской разведки.
29 июля 1986 года Амирам Нир провёл тайную встречу с Джорджем Бушем-старшим в иерусалимской гостинице «Царь Давид», результаты которой были зафиксированы в совершенно секретном трёхстраничном меморандуме Крэйгом Фуллером, начальником штаба Буша. На встрече Нир рассказал об участии Израиля в освобождении американских заложников, заявив, что Израиль идёт на переговоры с самыми радикальными элементами Ирана, поскольку те могли что-то предложить Израилю, в отличие от «умеренных» (Рейган официально заявлял, что при трансфере оружия в Иран он вёл переговоры только с «умеренными»). Он также добавил, что для операции израильтяне создали «фасад и организацию, поставили физическую базу, подготовили самолёты». В ноябре 1986 года сведения об афере «Иран — контрас» и о сделках с участием США, Израиля и Ирана впервые просочились в прессу, и Норт попытался свалить вину на Нира за организацию всей этой схемы. В марте 1987 года Нир, не желая брать на себя вину за скандал, оставил свой пост.

## Гибель

### Авикатастрофа в Мексике

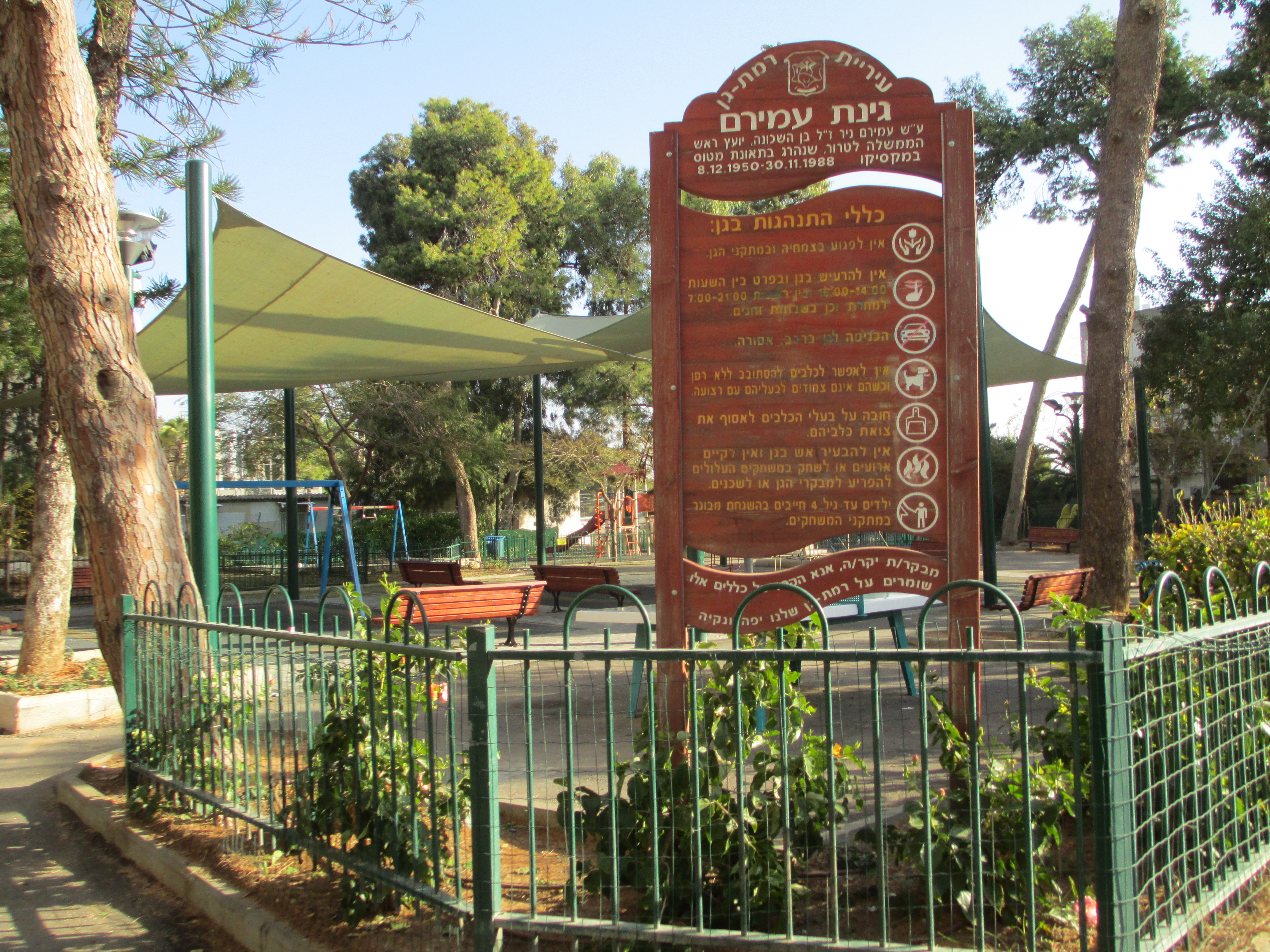
Парк имени Амирама Нира в Рамат-Гане

Нир после своего ухода в отставку открыл в Лондоне отдел продаж некоей израильской компании, в котором занимался заключением контрактов на поставку нефти в Мексику и на приобретение оружия мексиканскими заказчиками. В середине 1988 года Нир в интервью с журналистом газеты The Washington Post Бобом Вудвордом сказал, что пытается найти лучшее объяснение тому, что же именно случилось в ходе аферы «Иран — контрас». Ожидалось, что на процессе в отношении Оливера Норта и его роли в «Иран — контрас» Нир выступит в качестве основного свидетеля и объяснит некоторые действия, в том числе и вопрос прикрытия антитеррористических операций Израиля в 1985—1986 годах тайным американо-израильским соглашением, о факте организации которых он заявлял ещё раньше. При этом было известно, что правительство Израиля строго запретило Ниру давать какие-либо показания перед комитетами Конгресса США или свидетельствовать перед Министерством юстиции США по делам, связанным со скандалом «Иран — контрас».
28 ноября 1988 года Нир прибыл из Мадрида в Мексику, где собирался изучать перспективы продаж авокадо. 29 ноября он посетил фабрику по упаковке авокадо, в которой владел большим пакетом акций, и в тот же день забронировал в компании Aerotaxis de Urupan самолёт Cessna T210, которым собирался вылететь из Мехико в город Уруапан (штат Мичоакан). Предполагалось, что в Уруапане Нир обсудит возможность приобретения партии авокадо у местного предприятия — дочерней фирмы крупной международной компании по сбыту фруктов и овощей. Однако воздушное судно потерпело крушение в 180 км к западу от Мехико, упав недалеко от фермы. По свидетельствам очевидцев, крушение произошло примерно в 16:00 по местному времени: пилот пытался посадить самолёт в поле, но врезался в каменное ограждение. Официальной причиной катастрофы стал отказ двигателя, хотя проверка самолёта перед вылетом не выявила никаких проблем. Помимо Нира, в результате катастрофы погиб ещё один пассажир, Педро Эспиноса Уртадо (исп. Pedro Espinoza Hurtado). Тяжёлые ранения получили пилот Гильермо Куаонте (исп. Guillermo Cuahonte) и пассажирка Адриана Стэнтон (англ. Adriana Stanton), которая официально работала в компании, к которой имел прямое отношение Нир.
Изначально официальные лица сообщали, что Нир и Стэнтон были зарегистрированы в списке пассажиров под другими именами: в частности, Нир якобы заказал самолёт для перелёта в Мехико, имея на руках паспорт на имя Патрика Уэбера (англ. Patrick Weber), что упоминалось в материалах Генеральной прокуратуры, а Ариана Стэнтон летела под именем Эстер Арриага (англ. Esther Arriaga). При этом и Нир, и Стэнтон официально находились в Мексике в рамках легальной командировки. Позже утверждения о регистрации Нира и Стэнтон под другими именами были опровергнуты на официальном уровне, хотя объяснений первоначальным заявлениям о других именах так и не было приведено. Тело Нира удалось опознать благодаря его личным документам, в которых было указано его имя — Амирам Нир Нискер (англ. Amiram Nir Nisker). В опознании тела участвовал коллега Нира по бизнесу аргентинец Педро Курчет (исп. Pedro Curchet), который работал в компании Espasa по экспорту авокадо. Сообщалось, что Кручет нелегально находился в Мексике и утверждал, что потерял паспорт во время корриды. При этом он добился того, чтобы ему передали личные вещи Нира.
Амирам Нир был похоронен на кладбище Кирьят-Шауль в Тель-Авиве. На его похоронах с речью выступил министр обороны Ицхак Рабин, который сказал, что Нир участвовал в выполнении ряда секретных задач, которые пока не могут быть раскрыты и преданы огласке, а также имел отношение к неким «тайнам, которые унёс с собой в могилу» (англ. secrets which he kept locked in his heart).

### Вопрос о причастности спецслужб
В связи с тем, что Нир был одним из фигурантов дела «Иран — контрас», стали появляться предположения о его умышленным убийстве спецслужбами с целью недопущения утечки информации о роли избранного президента США Джорджа Буша-старшего в продаже оружия Ирану. Стали даже появляться слухи, что Нир якобы был убит ещё в Мехико — до того, как сел на самолёт. В прессе также появились сообщения о том, что Нир якобы должен был проконтролировать доставку в Мексику из Израилю груза с оружием, предназначавшимся для подразделений армии и полиции, которые вели борьбу против наркомафии. Представитель израильского посольства в Мексике Израэль Мей-Ами, специально прибывший в Мичоакан, чтобы забрать тело погибшего Нира, опроверг подобные слухи. Полиция Мексики также не смогла найти никаких доказательств того, что Нир мог быть как-либо связан с поставкой оружия мексиканским силовым структурам.
В 2008 году израильский писатель Ронен Бергман в своей книге «Тайная война с Ираном» (англ. The Secret War With Iran) заявил, что после смерти Нира в домах многих людей, связанных с делом «Иран — контрас» (в том числе в доме вдовы Нира) прошли обыски, в результате которых были изъяты личные документы этих людей. Вдова Нира сообщала, что в 1991 году из сейфа её мужа исчезли некоторые секретные документы, содержание одного из которых в 1992 году было оглашено в эфире программы Nightline американской телекомпании ABC. Содержание этого документа представляло собой стенограмму встречи Амирама Нира с Джорджем Бушем-старшим в июле 1986 года в иерусалимской гостинице «Царь Давид». В 2014 году сын Амирама Нимрод в интервью Второму телеканалу израильского телевидения обвинил американское руководство в убийстве своего отца.
Выжившая в катастрофе Стэнтон поначалу отказывалась давать показания, но в 2009 году в интервью израильскому 10 каналу она заявила, что видела Нира после крушения целым и невредимым. Также после авиакатастрофы газета Toronto Star привела интервью одного из разведчиков без указания имени, который утверждал, что Нир не погиб в авиакатастрофе, а сделал себе пластическую операцию в Женеве, чтобы на его след не вышли разведслужбы. По мнению бывшего сотрудника Моссада Виктора Островского, высказанному в 1990 году, в ликвидации Нира мог быть заинтересован и Моссад, который не хотел позволить тому дать показания о связи сделок по продаже оружия в Иран с освобождением захваченных на Ближнем Востоке американских заложников. В то же время сам Островский полагал, что Нир мог быть и жив, поскольку обстоятельства катастрофы так и остались непонятными.